# Лука (Тернопольская область)
Лука (укр. Лука) — село в Монастырисской городской общине Чортковского района Тернопольской области Украины.
До 2020 года входило в Монастырисский район.
Население по переписи 2001 года составляло 411 человек. Почтовый индекс — 48341. Телефонный код — 3555.